# Amomum fulviceps
Amomum fulviceps ist eine Pflanzenart aus der Gattung Amomum innerhalb der Familie der Ingwergewächse (Zingiberaceae). Sie kommt im südlichen Indien sowie auf Sri Lanka vor.

## Beschreibung

### Vegetative Merkmale
Amomum fulviceps wächst als ausdauernde, krautige Pflanze, die Wuchshöhen von 1,6 bis 2 Metern erreichen kann. Die holzigen, harten und faserigen Rhizome verlaufen mehr oder weniger unterirdisch und sind außen mit Schuppen bedeckt. Von jedem Rhizom gehen mehrere grüne Sprossachsen ab. An der geschwollenen Basis haben die Stängel an der Außenseite flaumig behaarte, grüne Blattscheiden mit durchscheinenden Rändern, welche zwischen 2,5 und 4 Zentimeter breit sind. Die ganzrandigen, ledrigen und grünen Blatthäutchen sind unbehaart und werden 1,7 bis 1,9 Zentimeter lang; ihr oberes Ende ist annähernd abgerundet.
Jeder Stängel besitzt 12 bis 14 Laubblätter. Die wechselständig angeordneten, zweizeiligen Laubblätter sind in Blattstiel und Blattspreite gegliedert. Der Blattstiel ist 1 bis 1,5 Zentimeter lang und an der Oberseite gefurcht. Die einfache Blattspreite ist bei einer Länge von 35 bis 40 Zentimetern und einer Breite von 6 bis 7 Zentimetern lanzettlich mit spitz zulaufender Blattbasis und zugespitztem oberen Ende. Die dunkelgrüne Blattoberseite ist genauso wie die blasser gefärbte Blattunterseite unbehaart. Die kahle Mittelrippe ist grün und die Blätter weisen zahlreiche unbehaarte Blattnerven auf. Die welligen Blattränder sind durchscheinend.

### Generative Merkmale
Die Blütezeit sowie die Fruchtreife von Amomum fulviceps umfasst die Monate Februar bis April. Direkt aus dem Rhizom entwickelt sich auf einem 5 bis 8 Zentimeter langen Blütenstandsschaft ein ähriger Blütenstand, der 10 bis 14,5 Zentimeter lang und 4 bis 5 Zentimeter breit ist und in dem zahlreiche Blüten dicht zusammen stehen. Es blühen dabei aber immer nur zwei bis vier Blüten zur selben Zeit. Die roten und an der Außenseite flaumig behaarten Deckblätter sind bei einer Länge von 2,5 bis 3,2 Zentimetern sowie einer Breite von 0,9 bis 1,6 Zentimetern eiförmig mit spitzen oder abgerundeten oberen Ende und bewimperten Rändern. Jedes der Deckblätter trägt eine einzelne Blüte. Die rosafarbenen Vorblätter sind zu einer 1,4 bis 1,7 Zentimeter langen sowie 0,3 bis 0,4 Zentimeter breiten Röhre verwachsen, welche zweifach gelappt ist. Die zwei Lappen sind annähernd gleich groß oder ungleich groß, haben gewimperte Ränder und sind an der Außenseite mit gelblich braunen Haaren besetzt.
Die zwittrigen, blassgelben Blüten sind bei einer Länge von 3,6 bis 4 Zentimetern zygomorph und dreizählig mit doppelten Perianth. Die drei außen behaarten, blass rosaroten Kelchblätter sind röhrenförmig miteinander verwachsen und sind mit einer Länge von 2 bis 2,2 Zentimeter sowie einer Breite von 0,3 bis 0,4 Zentimeter etwas länger als die Kronröhre. Alle drei Kelchblätter sind an der Spitze behaart. Die blassgelben und an der Basis rosaroten Kronblätter sind zu einer 1,8 bis 2 Zentimeter langen und rund 0,3 Zentimeter breiten Kronröhre mit drei ebenfalls blassgelben Kronlappen verwachsen, die an der Außenseite flaumig und an der Innenseite an der Röhrenöffnung dicht behaart sind. Der mittlere, an der Innenseite kahle Kronlappen ist bei einer Länge von 1,4 bis 1,5 Zentimetern und einer Breite von 0,8 bis 0,9 Zentimetern eiförmig mit taschenförmigen oberen Ende. Die beiden seitlichen Kronlappen sind bei einer Länge von 1,4 bis 1,5 Zentimetern sowie einer Breite von 0,5 bis 0,6 Zentimetern etwas schmäler und länglich geformt sowie auf einer Seite an der Spitze etwas nach innen gefaltet. Nur das mittlere der 1,1 bis 1,2 Zentimeter langen Staubblätter des inneren Kreises ist fertil; es besitzt einen 4 bis 5 Millimeter langen und 2 bis 2,5 Millimeter breiten, an der Außenseite spärlich und an der Innenseite dichter behaarten, cremeweißen Staubfaden. Die zwei cremefarbenen Hälften des Staubbeutels sind bei einer Länge von etwa 0,7 Zentimetern sowie einer Breite von rund 0,1 Zentimetern länglich geformt. Drei der Staminodien des inneren Kreises sind zu einem blassgelben verkehrt-eiförmigen Labellum verwachsen, welches 1,5 bis 1,6 Zentimeter lang und 1 bis 1,1 Zentimeter breit ist. Das Labellum hat einen ganzrandigen Rand und ist an der Innenseite entlang der Mittelachse dicht mit Haaren besetzt, ansonsten aber unbehaart. Die seitlichen, unbehaarten Staminodien werden 0,1 bis 0,2 Zentimetern lang. Drei Fruchtblätter sind zu einem dreikammerigen und 0,4 bis 0,5 Zentimeter langen und 0,3 bis 0,35 Zentimeter breiten, dicht behaarten, mehr oder weniger verkehrt-kegelförmigen Fruchtknoten verwachsen, mit zahlreichen Samenanlagen in jeder Fruchtknotenkammer. Der 3 bis 3,2 Zentimeter lange, linealisch geformte Griffel ist dicht behaart. Die fast kugelförmige, rot gesprenkelte Narbe hat einen Durchmesser von rund 1 Millimeter.
Jeder Blütenstand kann drei bis sechs Kapselfrüchte bilden, welche sich in einem 11 bis 18,5 Zentimeter langen und 4 bis 4,5 Zentimeter breiten Fruchtstand befinden. Die bei einem Durchmesser von 1,5 bis 3 Zentimetern kugelförmigen Kapselfrüchte sind zur Reife rot gefärbt. Sie besitzen eine flaumig behaarte und stachelige Oberfläche und enthalten viele Samen. Die bräunlich roten Samen werden 3 bis 4 Millimeter lang, 4 bis 5 Millimeter breit und besitzen einen weißen Arillus.

## Vorkommen
Das natürliche Verbreitungsgebiet von Amomum fulviceps liegt auf Sri Lanka und in dem im südlichen Indien gelegenen Bundesstaat Kerala. In Indien umfasst das Verbreitungsgebiet soweit bisher bekannt die im Distrikt Thiruvananthapuram gelegenen Agasthyamala Hills. Man findet sie dort in Höhenlagen von über 1200 bis 2000 Metern, wo sie in immergrünen Wäldern wächst.

## Taxonomie
Die Erstbeschreibung als Amomum fulviceps erfolgte 1861 durch George Henry Kendrick Thwaites in Enumeratio Plantarum Zeylaniae, Seite 317. Ein Synonym für Amomum fulviceps Thwaites ist Phaeomeria fulviceps (Thwaites) K.Schum. Das Artepitheton fulviceps leitet sich vom lateinischen fulvus ab, was so viel wie gelblich braun bedeutet und auf die gelblich braune Behaarung der Deckblätter, Vorblätter, Kelchblätter und Fruchtknoten hinweist.